# Лежнев, Николай Фёдорович
Николай Фёдорович Лежнев (1873 ― 1932) ― российский и советский учёный, уролог, доктор медицинских наук, профессор, заведующий урологической клиники Второго Московского государственного университета (1924—1932).

## Биография
Николай Фёдорович Лежнев родился в 1873 году.
В 1898 году успешно завершил обучение на медицинском факультете Московского университета. На протяжении пяти лет осуществлял медицинскую практику в клинике А. А. Боброва. В 1904 году стал работать в Военно-медицинской академии, где под руководством С. П. Федорова исследовал и изучал урологию, затем трудился ассистентом госпитальной хирургической клиники.
С 1909 по 1912 годы читал курс лекций для врачей о заболеваниях уретры у мужчин в урологическом институте в Санкт-Петербурге. В 1924 году стал организатором урологической клиники Второго Московского государственного университета, которую и возглавлял до 1932 года.
Его научные работы в основном посвящены изучение и анализу использования лечебных факторов курортов Кавказской минеральной группы для лечения инфекции мочевыводящих путей, а также болезней обмена веществ и половых расстройств. Глубоко изучал вопросы диагностики и лечения туберкулеза мочеполовых органов. В 1925 году он предложил в дальнейшем широко вошедший в практику метод ректального применения грязи при воспалительных заболеваниях предстательной железы и семенных пузырьков.
Активный участник медицинского сообщества. На VII съезде российских хирургов в 1907 году он обратил внимание медицинской общественности страны на буллезный отек устья мочеточника как на ранний признак туберкулезного поражения соответствующей почки, этот симптом получил название — симптом Лежнева. В 1926 году стал применять одновременную двустороннюю пиелолитотомию при двустороннем нефролитиаз. Он пропагандировал метод пересадки мочеточников в кожу при операции удаления мочевого пузыря. Борьба с гонореей — это ещё одно направление, которому он уделял огромное внимание в своих работах.
Умер в 1932 году в Москве.

## Научная деятельность
Труды, монографии:
- Лежнев Н. Ф. Зоб в России, диссертация, Москва, 1904;
- Лежнев Н. Ф. Психогенные заболевания в урологии, Урология, т. 5, в. 4, с. 177, 1928;
- Лежнев Н. Ф. Особенности урологии, Сб. науч. работ, посвящен. 40-летию науч.-врач, деятельн. проф. Т. Н. Хольцова, Ленинград, 1929, С. 367;
- Лежнев Н. Ф. К вопросу о пересадке мочеточников в кожу, Урология, т. 7, № 1-2, 1930, С. 64;
- Лежнев Н. Ф. опухоли почек, пиелоэктазия, гидронефроз, пионефроз, Руководство практической хирургией, под ред. С. С. Гирголава и др., т. 7, Москва—Ленинград, 1931, С. 72;
- Лежнев Н. Ф. Гнойное воспаление лоханок почек и околопочечной клетчатки, Руководство практической хирургией, под ред. С. С. Гирголава и др., т. 7, Москва—Ленинград, 1931, С. 120.